# Vila Nova de Cacela
Vila Nova de Cacela város Portugáliában, Faro kerületben,  Vila Real de Santo António községben. A település területe 46,03 négyzetkilométer, lakossága 3902 fő volt a 2011-es adatok alapján. A településen a népsűrűség 85 fő/km². Cacela egy úgy nevezett exklávé Vila Real de Santo António településen belül, emiatt egyike Portugália három exklávéjának. A Ria Formosa lagúna keleti része a város közelében helyezkedik el.

## Fordítás
Ez a szócikk részben vagy egészben  a   Vila Nova de Cacela című angol Wikipédia-szócikk ezen változatának fordításán alapul.  Az eredeti cikk szerkesztőit annak laptörténete sorolja fel. Ez a jelzés csupán a megfogalmazás eredetét és a szerzői jogokat jelzi, nem szolgál a cikkben szereplő információk forrásmegjelöléseként.